# Jitajita
Los Jitajita, también escrito Yitayita, son un pueblo aborigen australiano del sur de Nueva Gales del Sur.

## Nombre
El nombre de tribus Jitajita es un endónimo duplicativo formado a partir de su palabra "no" (jita). Numerosas tribus de la zona se definían a sí mismos a partir de los términos empleados para expresar negación. Los primeros etnógrafos se maravillaron de la variedad de palabras para decir 'no' entre las tribus ribereñas, que tomaron como elemento para señalar las diferencias en sus idiomas. Como indicaba Peter Beveridge:

Each tribes possesses a gnalla wattow or postman, who can speak and understand the dialects of all the tribes within a radius of 150 miles. The persons of these officials are held sacred, even by tribes which are at feud with their own: they therefore negotiate all matters of barter and trade policy.

## Territorio
Las tierras de los Jitajita abarcaban unas 4.800 millas cuadradas al norte del río Lachlan, desde cerca de Booligal hasta los alrededores de Balranald, al oeste de Carrawathal. Parece que estuvieron estrechamente relacionados con los Muthi Muthi. Su frontera noroccidental llegaba hasta el borde del territorio de los la Barindji.

## Otras denominaciones
- Ita-ita, Ithi-ithi, Icn icn.
- Eethie-Eethie, Eethee Eethee, Eetha-eetha.
- Yetho, Yit-tha, Yitsa,
- Tjuop.[1]